# Samuel Ryan Curtis
Pour les articles homonymes, voir Curtis.
Samuel Ryan Curtis (3 février 1805 - 26 décembre 1866) était un militaire de carrière et un officier général de l'US Army, fameux pour son rôle sur le théâtre des opérations trans-mississippien lors de la guerre de Sécession. Il fut également représentant de l'Iowa au Congrès des États-Unis de 1857 à 1861.

## Jeunesse et études
Samuel Curtis est né à New York en 1805, puis passe son enfance en Ohio. Il entre à l'Académie militaire de West Point où il est diplômé en 1831. Il quitte ensuite l'armée et s'installe en Ohio, où il travaille comme juriste, ingénieur civil et dans la promotion des chemins-de-fer.

## Carrières politique et militaire
Lors de la guerre américano-mexicaine, il sert comme gouverneur militaire de plusieurs villes occupées. Après la guerre, il s'installe en Iowa, ou en 1856, il est élu pour le parti républicain au Congrès des États-Unis. Il est un fervent partisan d'Abraham Lincoln. Lorsque la Guerre de sécession débute, il rejoint le 2nd Iowa Infantry en tant que colonel et est chargé de remettre de l'ordre dans le chaos qui règne alors à Saint Louis. Le général Halleck lui donne le commandement de l'armée du Sud-Ouest en décembre 1861.
Curtis déplace son quartier général au sud de Rolla (Missouri), pour y affermir le contrôle de l'Union sur l'Arkansas. Ses troupes remportent la victoire lors de la bataille de Pea Ridge en 1862, puis prennent la ville d'Helena (Arkansas) en juillet. Ses succès lui doivent d'être promu major général avec avancement anticipé au 21 mars 1862. En septembre, Curtis est nommé commandant du département du Missouri, mais Lincoln est forcé en 1863 déjà de lui assigner un autre commandement à cause de ses opinions abolitionnistes qui ont déclenché un conflit avec le gouverneur du Missouri.
En 1864, Curtis retourne au Missouri, pour contrer l'invasion des Confédérés conduite par le major-général Sterling Price. Il commande alors l'armée des confins (army of the Border). L'invasion est stoppée lors de la bataille de Westport et Curtis est nommé commandant du département du nord-ouest.

## Après guerre
Après guerre, il rentre à Keokuk, où il s'occupe de l'avancement des chemins de fer, jusqu'à sa mort en 1866 à Council Bluffs. Il repose au Oakland Cemetery de Keokuk.